# Marchese di Headfort
Marchese di Headfort è un titolo nella paria d'Irlanda. Fu creato nel 1800 per Thomas Taylour, II conte di Bective. 
Il marchese detiene i titoli secondari di conte di Bective (1766), visconte Headfort (1762), barone Headfort, di Headfort nella contea di Meath (1760) e barone Kenlis, di Kenlis nella contea di Meath (1831), tutti tranne l'ultimo nella paria d'Irlanda. È anche un baronetto irlandese. Prima del passaggio della House of Lords Act 1999, il marchese sedeva nella Camera dei lord come barone Kenlis nella Pari del Regno Unito.
La famiglia discende da Thomas Taylor, che è venuto in Irlanda nel 1650 dal Sussex per sovrintendere a nome del Parlamento le spese fiscali della campagna di Oliver Cromwell in Irlanda e in seguito ha assunto i compiti di un cartografo che assisteva con Sir William Petty il progetto di mappatura dell'Irlanda, noto come Down Survey.
Anche il figlio di Taylor, Thomas Taylor, rappresentò Kells nella Camera dei comuni irlandese e nel 1704 fu creato baronetto di Kells nella contea di Meath. Anche suo nipote, il terzo baronetto, si sedette a Kells nella Camera dei comuni irlandese. Nel 1760 fu elevato al Paria d'Irlanda come Barone Headfort, di Headfort nella contea di Meath. Due anni dopo fu creato Visconte Headfort, di Headfort, nella contea di Meath e nel 1766 fu ulteriormente onorato quando venne nominato Conte di Bective, di Bective Castle, nella contea di Meath. Gli succedette il figlio maggiore, il secondo conte. È stato uno dei 28 rappresentanti originali della Camera dei lord d'Irlanda. Nel 1800 fu creato Marchese di Headfort nel Paria d'Irlanda. Suo figlio, il secondo marchese, assunse il cognome di Taylour al posto di Taylor. Nel 1831 fu creato Barone Kenlis, di Kenlis nella contea di Meath, nella Pari del Regno Unito. Ciò conferì ai marchesi un posto automatico nella Camera dei lord. Suo figlio, il terzo marchese, rappresentò Westmorland in Parlamento come conservatore e servì anche come luogotenente della contea di Meath. Suo figlio, dal suo primo matrimonio, Thomas Taylour, conte di Bective, si è anche presentato come membro conservatore del Parlamento. Tuttavia, morì prima del padre e alla morte di Lord Headfort i titoli passarono a suo figlio dal suo secondo matrimonio, il quarto marchese. Era un senatore dello Stato Libero Irlandese. A partire dal 2017, i titoli sono detenuti dal suo pronipote, il settimo marchese, succeduto a suo padre nel 2005.
Un altro membro della famiglia Taylor era Clotworthy Rowley, quarto figlio del primo conte di Bective e fratello minore del primo marchese. Assunse il cognome di Rowley al posto di Taylor e fu creato nel 1800 Barone Langford nella Paria d'Irlanda. Inoltre, l'onorevole reverendo Henry Edward Taylor, quinto figlio del primo conte di Bective, era il padre del conservatore il politico Thomas Edward Taylor, che è stato cancelliere del ducato di Lancaster nel 1868 e dal 1874 al 1880. 
La residenza ufficiale era Headfort House, vicino a Kells, nella contea di Meath, in Irlanda.

## Baronetti di Kells (1704)
- Sir Thomas Taylor, I Baronetto (1662-1736)
- Sir Thomas Taylor, II baronetto (1686-1757)
- Sir Thomas Taylor, III baronetto (1724-1795) (creato Barone Headfort nel 1760, Visconte Headfort nel 1762 e Conte di Bective nel 1766)

## Conti di Bective (1766)
- Thomas Taylour, I conte di Bective (1724-1795)
- Thomas Taylour, II conte di Bective (1757-1829) (creato marchese di Headfort nel 1800)

## Marchesi di Headfort (1800) e Barone Kenlis (1831)
- Thomas Taylour, I marchese di Headfort (1757-1829)
- Thomas Taylour, II marchese di Headfort (1787-1870)
- Thomas Taylour, III marchese di Headfort (1822-1894)
- Geoffrey Taylour, IV marchese di Headfort (1878-1943)
- Terence Taylour, V marchese di Headfort (1902-1960)
- Thomas Taylour, VI marchese di Headfort (1932-2005)[8]
- Thomas Taylour, VII marchese di Headfort (1959)

L'erede apparente è il figlio del titolare attuale Thomas Rupert Charles Christopher Taylour, conte di Bective (nato nel 1989).